# Route nationale 107bis
La route nationale 107BIS, ou RN 107BIS, était une route nationale française reliant Alès à Aguessac.

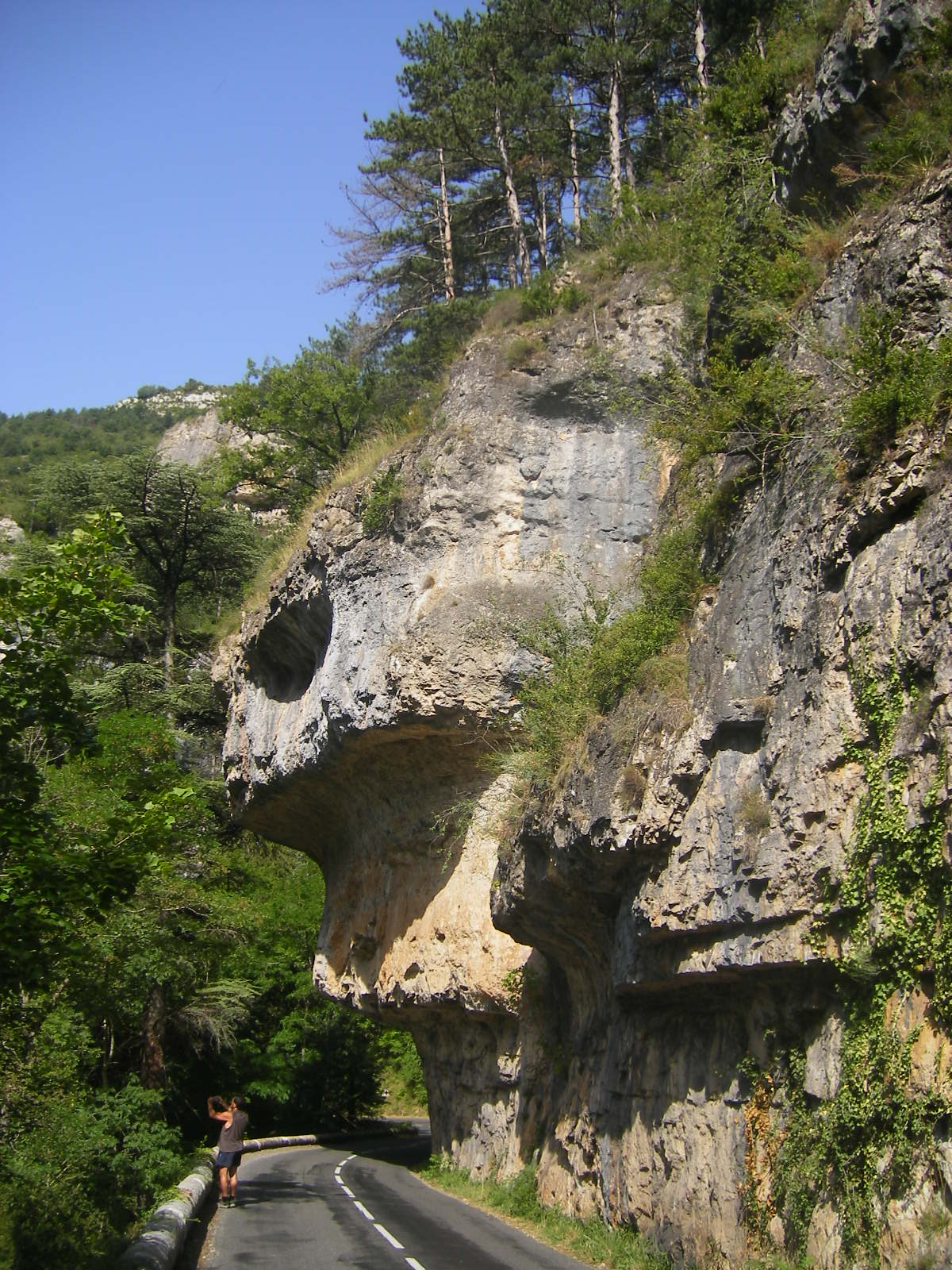
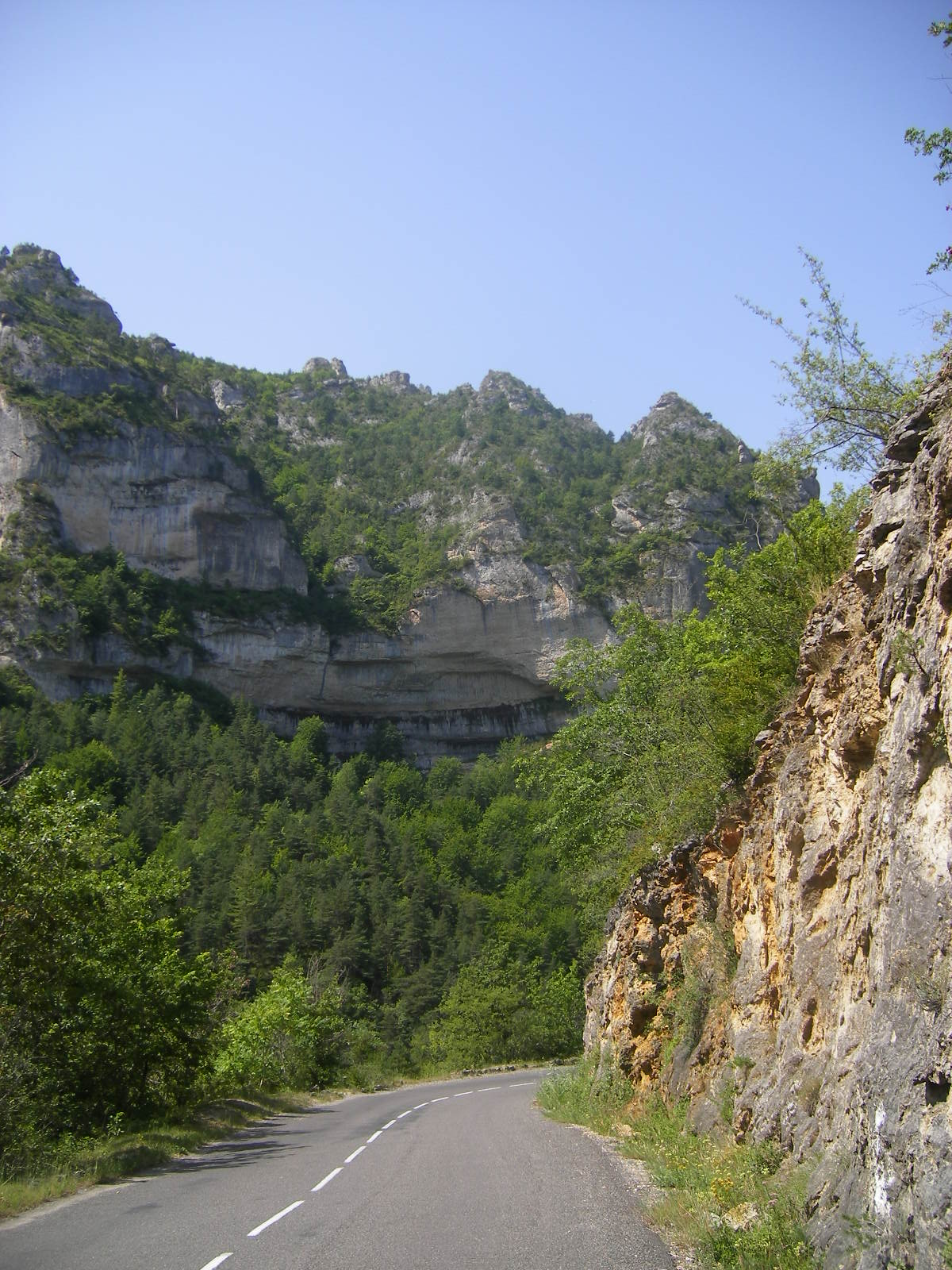
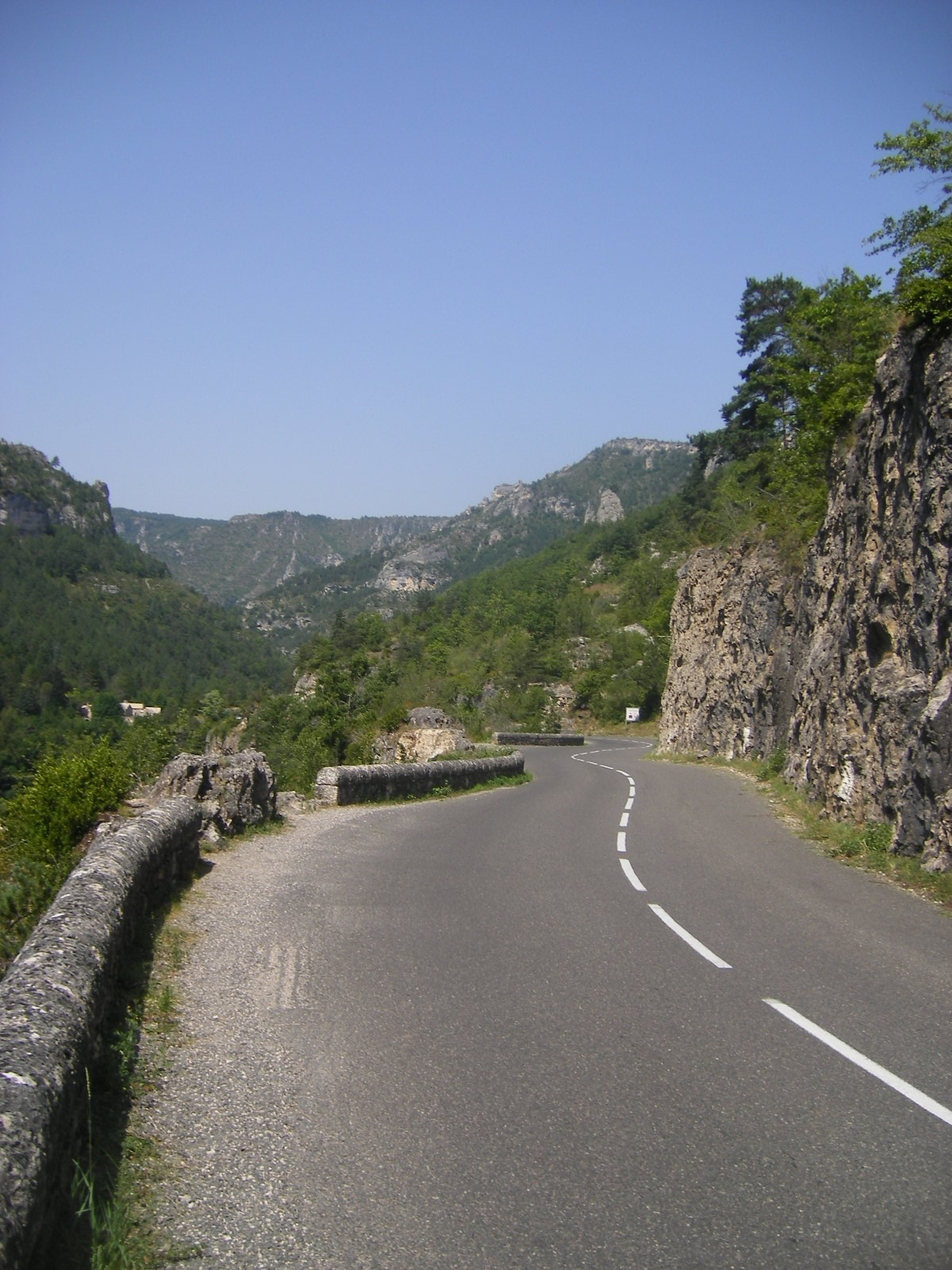
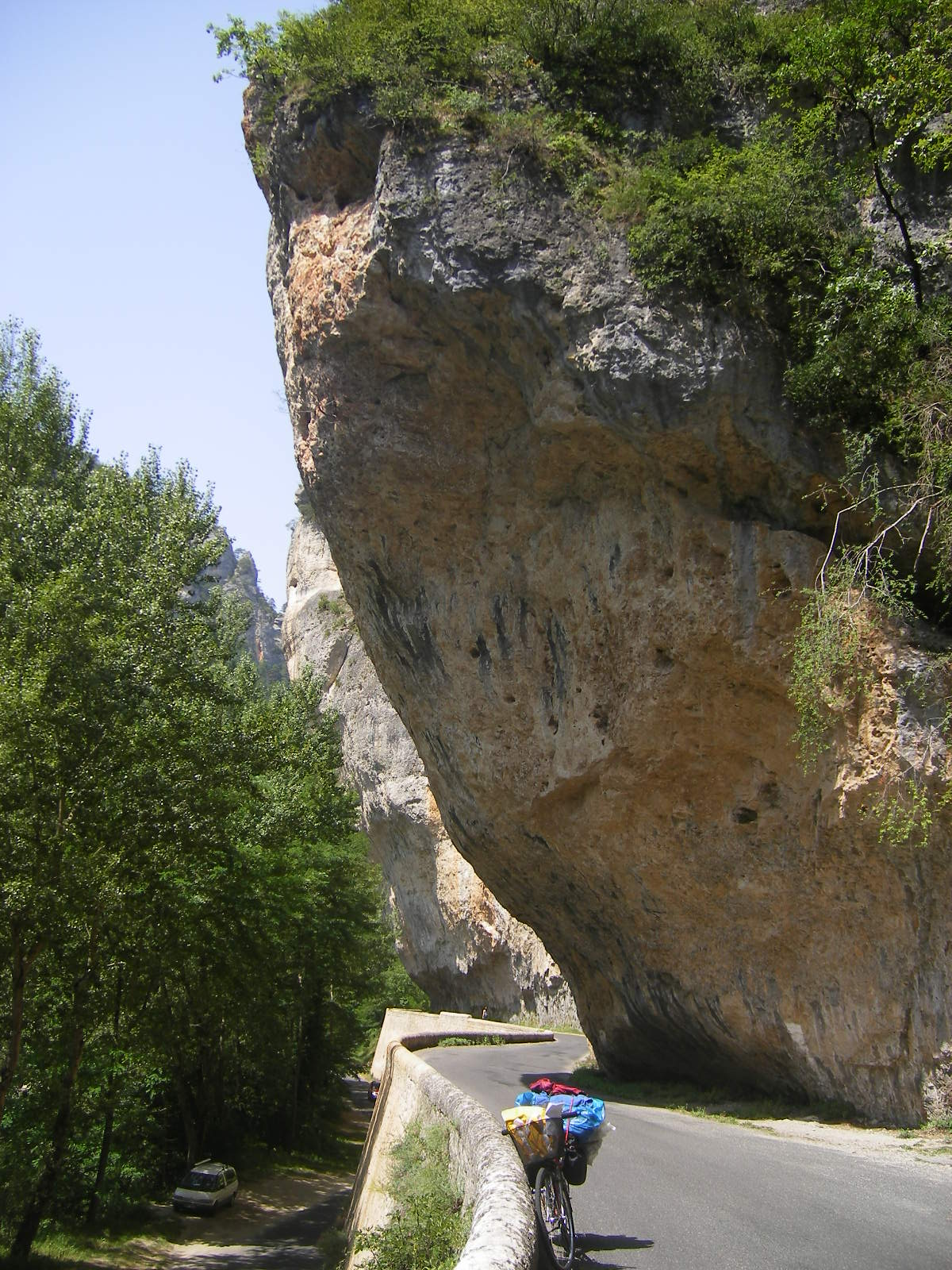
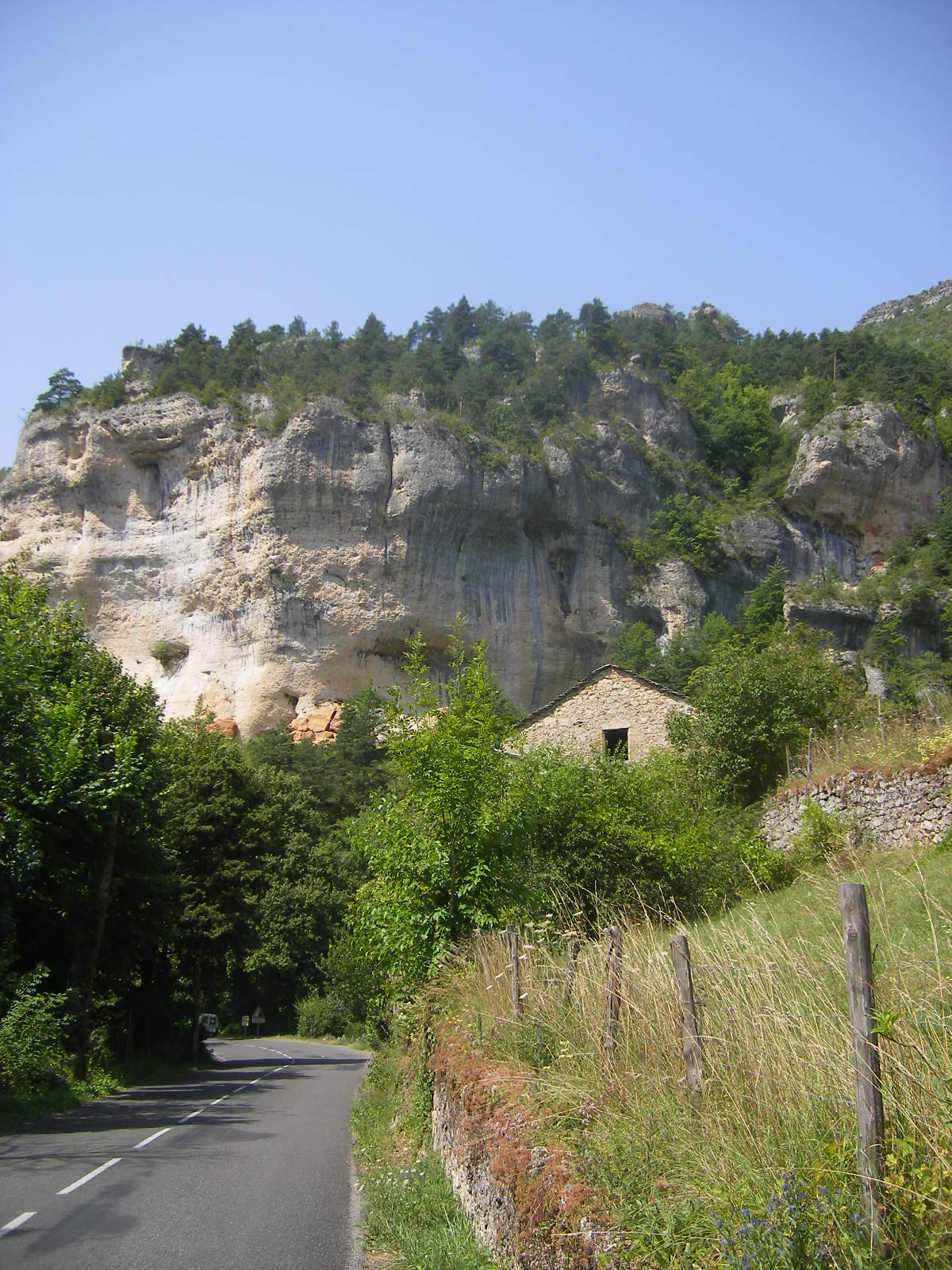

Après les déclassements de 1972, la section d'Alès à Florac a été renumérotée RN 106 alors que le reste de l'itinéraire a été déclassé en RD 907BIS dans la Lozère et en RD 907 dans l'Aveyron.

## Ancien tracé

### Entre Alès et Florac
- Alès
- Saint-Martin-de-Valgalgues
- Cendras, au lieu-dit La Tour.
- Les Salles-du-Gardon
- La Grand-Combe
- Branoux-les-Taillades, hameaux de Trescol, des Taillades, de La Levade.
- Sainte-Cécile-d'Andorge
- Le Collet-de-Dèze
- Saint-Michel-de-Dèze
- Saint-Privat-de-Vallongue, au col de Jalcreste.
- Cassagnas
- Saint-Julien-d'Arpaon
- La Salle-Prunet
- Florac

### Entre Florac et Aguessac
- Florac
- Ispagnac
- Sainte-Enimie
- La Malène
- Les Vignes
- Rivière-sur-Tarn
- Aguessac